# Glogóvia
Glogóvia (em latim: Glogovia; em polonês/polaco: Głogów) é um município da Polônia, na voivodia da Baixa Silésia e no condado de Głogów. Estende-se por uma área de 35,11 km², com 68 179 habitantes, segundo os censos de 2017, com uma densidade 1940 hab/km².